# Abdel Sattar Sabry
Abdel Sattar Sabry Abdelmajid Mahmoud (ar. عبدالستار صبري, ur. 19 czerwca 1974 w Kairze) – egipski piłkarz grający na pozycji ofensywnego lub lewego pomocnika.  W swojej karierze rozegrał 67 meczów w reprezentacji Egiptu, w których strzelił 10 goli.

## Kariera klubowa
Karierę piłkarską rozpoczął w klubie Al-Mokawloon. W jego barwach zadebiutował w sezonie 1994/1995 w pierwszej lidze egipskiej. W debiutanckim sezonie sięgnął po Puchar Egiptu, a w 1996 roku zdobył Puchar Zdobywców Pucharów.
W 1997 roku Sabry wyjechał do Europy i został zawodnikiem austriackiego Tirolu Innsbruck. Występował w nim przez dwa lata, a latem 1999 został piłkarzem PAOK-u Saloniki. Grał w nim do końca 1999 roku.
Na początku 2000 roku Sabry podpisał kontrakt z portugalską Benfiką. W portugalskiej ekstraklasie zadebiutował 9 stycznia 2000 w zremisowanych 0:0 derbach Lizbony ze Sportingiem. W Benfice grał do końca sezonu 2000/2001.
W 2001 roku Sabry został piłkarzem Marítimo Funchal. Swój debiut w klubie z Madery zanotował 20 stycznia 2002 w meczu przeciwko SC Beira-Mar (3:1). W Marítimo grał przez dwa sezony.
W 2003 roku Sabry przeszedł z Marítimo do Estreli Amadora. 24 sierpnia 2003 wystąpił w niej po raz pierwszy, w meczu z FC Porto (1:1). W 2004 roku spadł z Estrelą do drugiej ligi.
Latem 2004 Sabry wrócił do Egiptu. Do końca roku występował w klubie ENPPI Club. W sezonie 2004/2005 przyczynił się do wywalczenia przez klub wicemistrzostwa i Pucharu Egiptu. W latach 2005–2010 występował w Tala’ea El-Gaish SC, w którym zakończył swoją karierę.
| Sezon   | Klub                | Kraj       | Rozgrywki     | Mecze | Bramki |
| ------- | ------------------- | ---------- | ------------- | ----- | ------ |
| 1994/95 | Al-Mokawloon        | Egipt      | I liga        | ?     | ?      |
| 1995/96 | Al-Mokawloon        | Egipt      | I liga        | ?     | ?      |
| 1996/97 | Al-Mokawloon        | Egipt      | I liga        | ?     | ?      |
| 1997/98 | Tirol Innsbruck     | Austria    | Bundesliga    | 10    | 0      |
| 1998/99 | Tirol Innsbruck     | Austria    | Bundesliga    | 18    | 2      |
| 1999/00 | PAOK FC             | Grecja     | Alpha Ethniki | 11    | 4      |
| 1999/00 | SL Benfica          | Portugalia | Primeira Liga | 13    | 5      |
| 2000/01 | SL Benfica          | Portugalia | Primeira Liga | 24    | 3      |
| 2001/02 | Marítimo Funchal    | Portugalia | Primeira Liga | 7     | 1      |
| 2002/03 | Marítimo Funchal    | Portugalia | Primeira Liga | 8     | 0      |
| 2003/04 | Estrela Amadora     | Portugalia | Primeira Liga | 21    | 2      |
| 2004/05 | ENPPI Club          | Egipt      | I liga        | ?     | ?      |
| 2004/05 | Tala’ea El-Gaish SC | Egipt      | I liga        | ?     | ?      |
| 2005/06 | Tala’ea El-Gaish SC | Egipt      | I liga        | ?     | ?      |
| 2006/07 | Tala’ea El-Gaish SC | Egipt      | I liga        | ?     | ?      |
| 2007/08 | Tala’ea El-Gaish SC | Egipt      | I liga        | ?     | ?      |
| 2008/09 | Tala’ea El-Gaish SC | Egipt      | I liga        | ?     | ?      |
| 2009/10 | Tala’ea El-Gaish SC | Egipt      | I liga        | ?     | ?      |

## Kariera reprezentacyjna
W reprezentacji Egiptu Sabry zadebiutował w 1995 roku. W 1996 roku został po raz pierwszy w karierze powołany do kadry na Puchar Narodów Afryki. Wystąpił na nim w 4 meczach: z Angolą (2:1), z Kamerunem (1:2), z Republiką Południowej Afryki (1:0) i ćwierćfinale z Zambią (1:3).
W 1998 roku Sabry zagrał w 5 meczach Pucharu Narodów Afryki 1998, który Egipt wygrał: z Mozambikiem (2:0), z Zambią (4:0) i z Marokiem (0:1), ćwierćfinale z Wybrzeżem Kości Słoniowej (0:0, k. 5:4) i finale z Republiką Południowej Afryki (2:0).
W 1999 roku Sabry wystąpił w 3 spotkaniach Pucharu Konfederacji 1999 w Meksyku: z Boliwią (2:2 i gol), z Meksykiem (2:2) i z Arabią Saudyjską (1:5), w którym został ukarany czerwoną kartką.
Z kolei w 2000 roku Sabry został powołany do kadry na Puchar Narodów Afryki 2000. Na tym turnieju zagrał dwukrotnie: z Burkina Faso (4:2) i ćwierćfinale z Tunezją (0:1). Od 1995 do 2001 roku rozegrał w kadrze narodowej 67 meczów i strzelił 10 goli.